# Amandus Faure

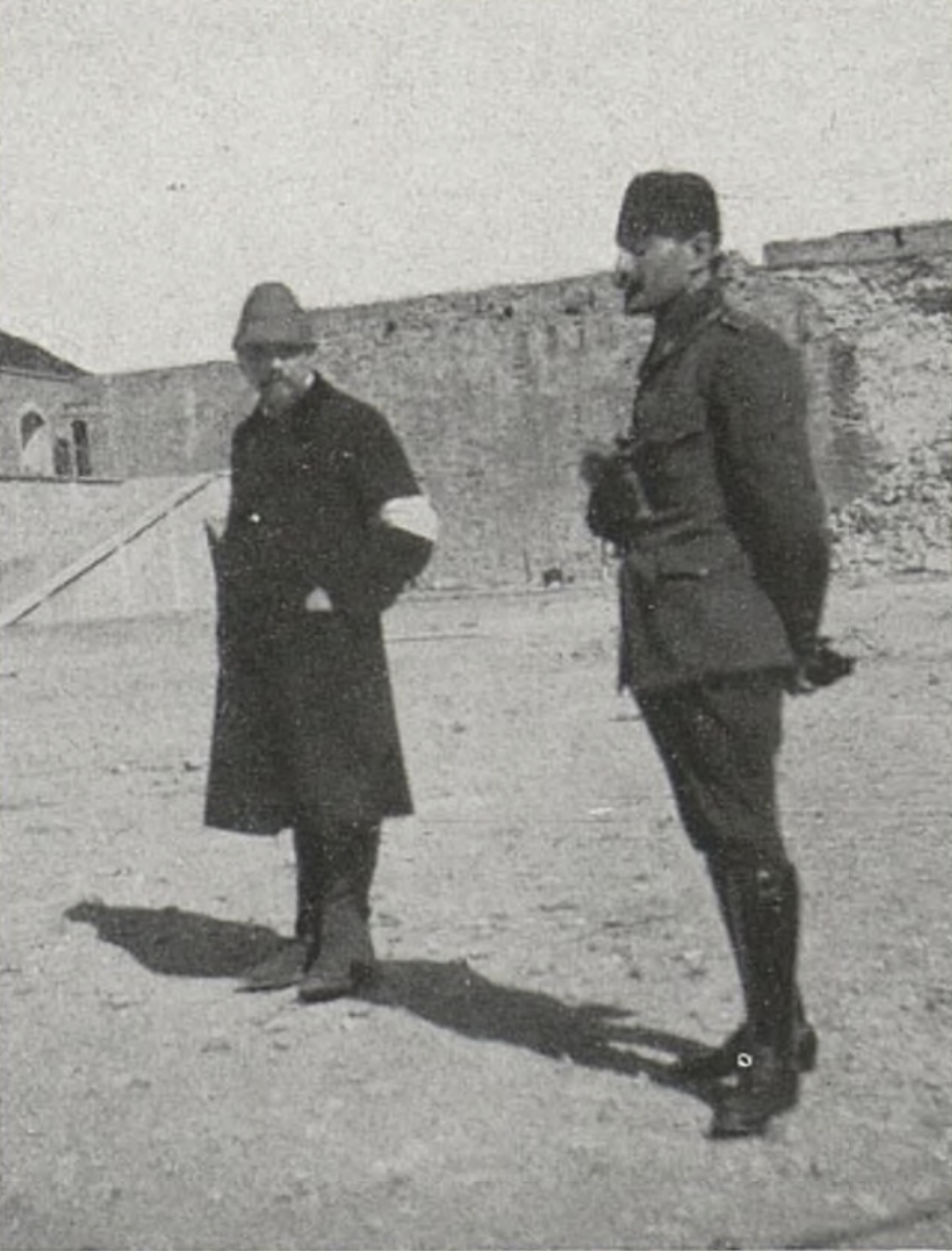
Amandus Faure (links, 1915)

Amandus Faure (* 30. Januar 1874 in Hamburg; † 5. August 1931 in Stuttgart) war ein deutscher Maler und Grafiker. Besondere kunstgeschichtliche Bedeutung haben seine Bilder aus dem Zirkus-, Theater- und Schausteller-Milieu.

## Leben

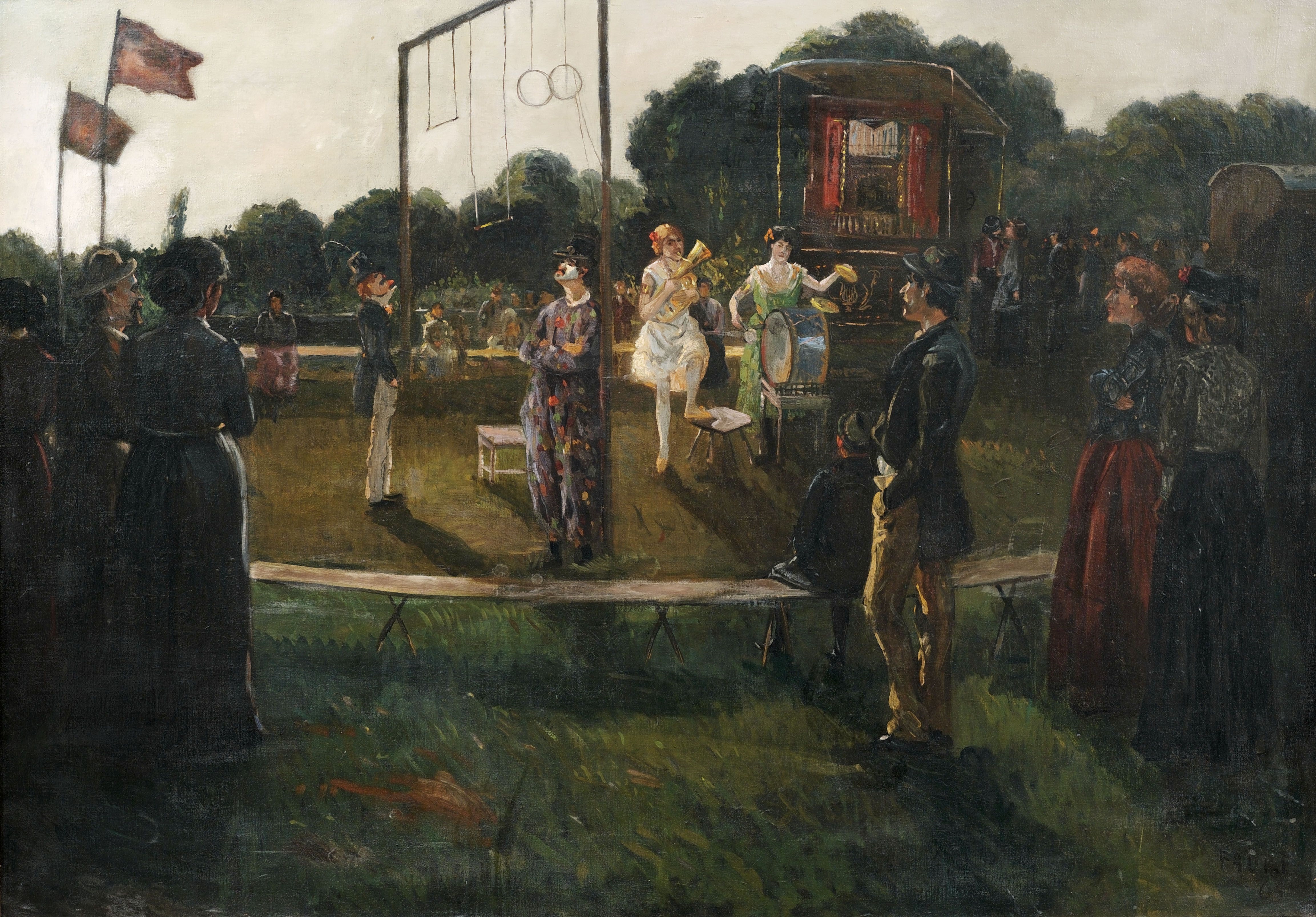
Wanderzirkus, 1905

Faure wurde in Hamburg als Sohn eines Chemikers geboren und absolvierte dort zunächst eine Lehre als Maler und Anstreicher. In ganz jungen Jahren gehörte er einer wandernden Künstlerschar an. Nach der Schule und einer Lehre als Dekorationsmaler trat er einer Schauspielertruppe als Kulissenmaler bei. 1892 kam er nach Stuttgart. Erst 1899, im Alter von 25 Jahren, begann er eine höhere Malerausbildung an der Kunstschule Stuttgart. 1901, unter dem Direktorat von Leopold von Kalckreuth, wurde diese Schule zur Königliche Akademie der bildenden Künste und damit in den Rang einer Hochschule erhoben. Dort war Ludwig Herterich sein Lehrer für akademisches Zeichnen, Carlos Grethe unterrichtete ihn in der Malklasse, Direktor von Kalckreuth im Komponieren.
Anfangs schwankend, ob er Landschafts- oder Figurenmaler werden wolle, entschied er sich für ein breites Spektrum. Daher malte er sowohl Landschaften und Veduten als auch Genreszenen, Bildnisse und Stillleben, besonders gerne Blumenstillleben. 1911 trat er durch eine Reihe von Radierungen als Grafiker hervor. Bei seinem Malstil spielen ein eigenwilliger Kolorismus und Hell-Dunkel-Kontraste eine große Rolle. Damit gelang es ihm, Szenen „voll eigenartig düsterer Phantastik“ zu erzeugen. Auch seine Künstlerporträts (Waldemar Francke, Reinhardt Tenhaeff) und die Sujets seiner Genremalerei, in denen Faure das Milieu des Zirkus und des Theaters aus eigener Anschauung schilderte, fanden früh Anerkennung. Als einen ihrer talentiertesten Schüler zeichnete ihn die Stuttgarter Akademie im Jahr 1905 mit der Goldmedaille aus.

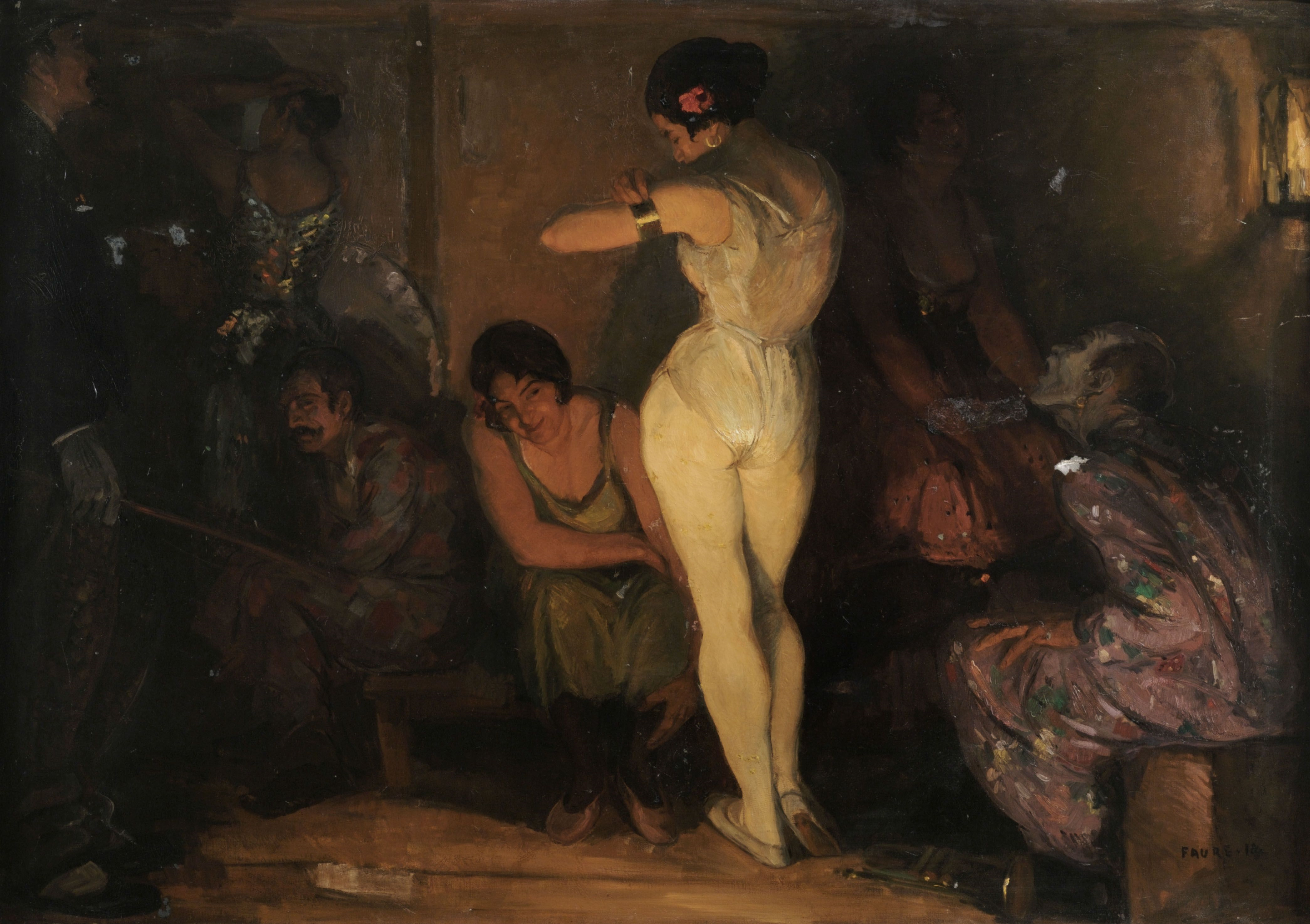
Hinter der Manege (Im Wohnungswagen), 1918

1907 verließ Faure die Akademie und trat als Stipendiat der Villa Romana seine erste Italienreise an, die ihn nicht nur nach Florenz, sondern auch nach Neapel führte. Von Stuttgart aus, wo er seinen ständigen Wohnsitz behielt, unternahm er 1908 weitere Reisen, so nach Marokko, Spanien und in die Niederlande. 1909 und 1911 besuchte er Paris, 1910, 1912 und 1913 wieder Italien. Die auf Reisen gewonnenen Eindrücke vom Leben am Mittelmeer und im Orient bildeten einen Schwerpunkt seiner Malerei.
Zu Beginn des Ersten Weltkriegs bemühte sich Faure beim deutschen Militär und dessen Bundesgenossen um eine Zulassung als Kriegsmaler. Zuerst erreichte ihn die Zulassung der zuständigen Behörde des Osmanischen Reichs. Als Kriegsmaler bereiste er 1914/1915 zunächst Konstantinopel und die Dardanellen, sodann den Balkan und Ypern an der Westfront, 1916 auch die russische Front. Neben den Beiträgen von Theodor Rocholl, Wilhelm Schreuer, Ernst Liebermann und Ernst Vollbehr flossen seine Studien und Bilder in das 1915 in Leipzig veröffentlichte Buch Kriegsfahrten deutscher Maler ein.
Faure war Mitglied des Stuttgarter Künstlerbunds, des Deutschen Künstlerbunds, der Münchner Secession und des Vereins Westdeutscher Künstler. 1910 veranstaltete Faure eine große Kollektivausstellung im Haus des Württembergischen Kunstvereins Stuttgart. Regelmäßig beschickte er Ausstellungen des Deutschen Künstlerbunds und der Münchener Secession, wiederholt auch die Große Berliner Kunstausstellung (1908, 1913), die Berliner Secession (1910, 1911), den Münchner Glaspalast (1913) und Kunstausstellungen in Stuttgart (1913, 1914), Dresden (1904, 1908, 1912), Wiesbaden (1909), Darmstadt (1911), Düsseldorf (1902, 1913) sowie Köln (1907). Insgesamt elf seiner Werke umfasste die „Ausstellung aus dem Kunstbesitz der Stadt Stuttgart“, die 1934 im Wilhelmspalast in Stuttgart stattfand.
Im Januar/Februar 1974 widmete die Galerie Schaller in Stuttgart Amandus Faure eine kleine Gedächtnisschau. Die Arbeiten stammten zumeist aus dem Besitz der damals fünfundneunzigjährigen Witwe des Malers.

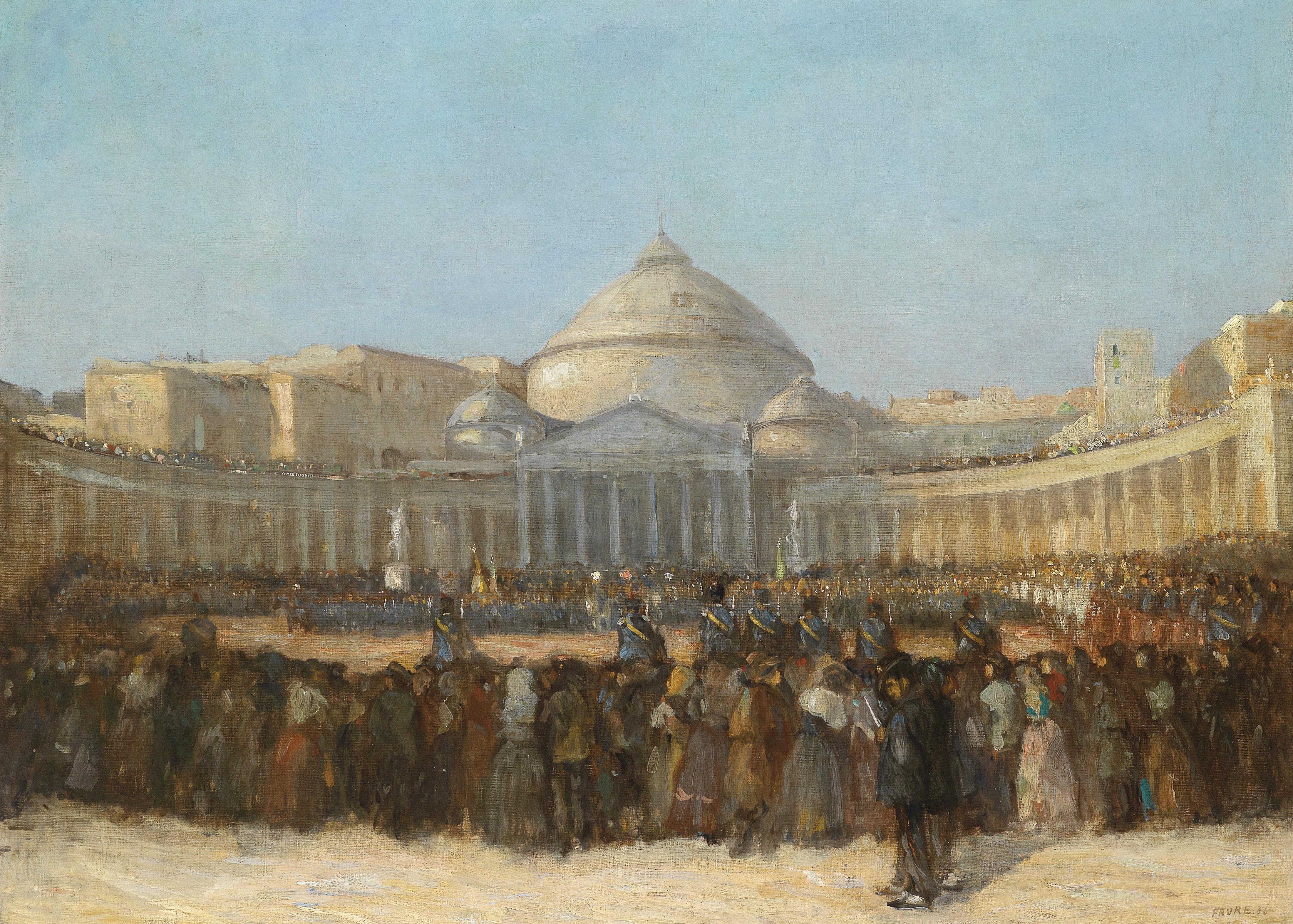
Militärparade in Neapel
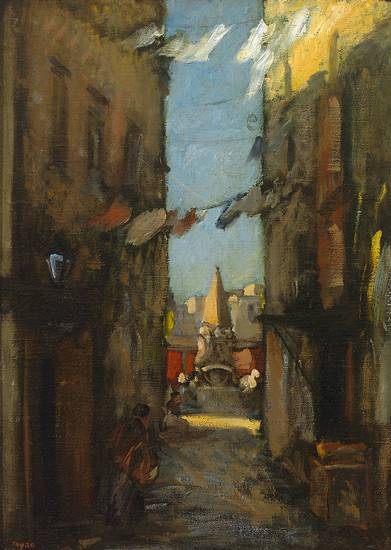
Gasse in Neapel
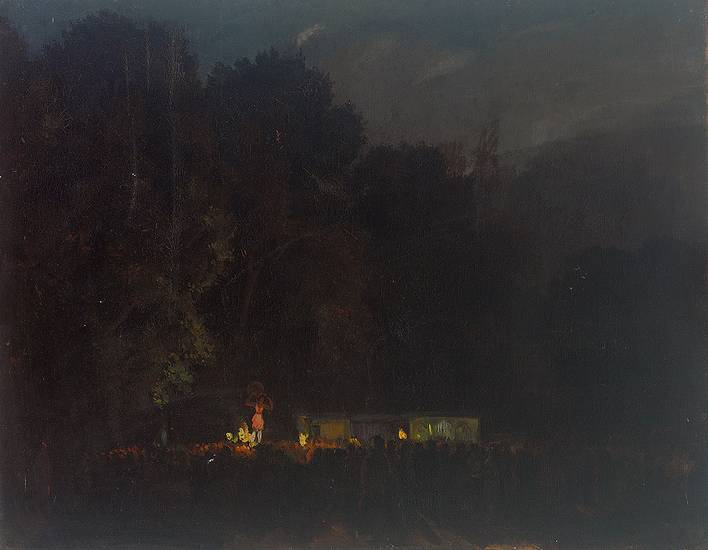
Nächtliches Fest mit Tarantella-Tänzerin, 1923